# Ioannis Kalitzakis
Ioannis Kalitzakis (griechisch Ιωάννης Καλιτζάκης; * 10. Februar 1966 in Eleusis, Griechenland) ist ein ehemaliger griechischer Fußballspieler.

## Karriere
Ioannis Kalitzakis, der auf der Position des Innenverteidigers spielte, begann seine Karriere in seiner Geburtsstadt Elefsina beim griechischen Verein Panelefsiniakos, wo er zwischen 1983 und 1986 auf 106 Einsätze und 3 Tore kam. Im Sommer 1986 wechselte Kalitzakis nach Rhodos zum dort ansässigen Diagoas FC. Bei Diagoras blieb der Spieler für eine Saison und wurde insgesamt in 18 Spielen eingesetzt, in denen er auch ein Tor erzielen konnte. 1987 und mit dem Wechsel zum griechischen Spitzenverein Panathinaikos Athen gelang Kalitzakis schließlich der Durchbruch. In den folgenden zehn Jahren spielte er sich in Stammformation seines neuen Vereins und gewann unter anderem viermal die griechische Meisterschaft (1990, 1991, 1995, 1996) sowie sechsmal den Pokal (1988, 1989, 1991, 1993, 1994, 1995). Das erfolgreichste Jahr in dieser Phase war für Kalitzakis dabei 1996, als er es mit Panathinaikos bis ins Halbfinale der Champions League schaffte und dort in Amsterdam gegen Ajax mit 1:0 gewann. Im Rückspiel verlor die Mannschaft aber schließlich mit 0:3 und verpasste somit eine Teilnahme im Finale um die höchste europäische Fußballauszeichnung für Vereinsmannschaften. 1997 wechselte Kalitzakis nach 260 Spielen und 15 Toren für Panathinaikos zu AEK Athen, wo er bis zum Jahr 2000 unter Vertrag stand und ein weiteres Mal den Pokal gewinnen konnte. Im Sommer 2000 wechselte Kalitzakis zu Ethnikos Asteras, wo er für eine Saison blieb, um dann seine aktive Spielerlaufbahn zu beenden.

## Nationalmannschaft
Ioannis Kalitzakis war über Jahre ein fester Bestandteil der Griechischen Fußballnationalmannschaft und kam dort auf 71 Einsätze. Höhepunkt seiner Nationalmannschaftskarriere war die Teilnahme an der Weltmeisterschaft 1994 in den Vereinigten Staaten, bei der er bei allen Spielen der Vorrunde eingesetzt wurde.

## Erfolge
- Griechischer Meister: 1990, 1991, 1995, 1996
- Griechischer Pokalsieger: 1988, 1989, 1991, 1993, 1994, 1995, 2000
- Griechischer Superpokal: 1988, 1993, 1994